# Bakszty Wielkie
Bakszty Wielkie (biał. Вялікія Бакшты, Wialikija Bakszty; ros. Великие Бакшты, Wielikije Bakszty) – wieś na Białorusi, w obwodzie mińskim, w rejonie mołodeckim, w sielsowiecie Radoszkowice. W 2009 roku liczyła 5 mieszkańców. 

## Historia
Miejscowość była wzmiankowana w 1567 roku jako majątek Bakszty w województwie mińskim Wielkiego Księstwa Litewskiego, własność S. Zbaraskiego. Po drugim rozbiorze Polski w 1793 roku miejscowość znalazła się w granicach Rosji i należała początkowo do ujezdu wilejskiego guberni mińskiej, a od 1843 roku – guberni wileńskiej. W 1870 roku majątek był własnością ziemianina Kowalewskiego. Działała tam gorzelnia, a od 1878 roku młyn parowy. W 1897 roku liczył 54 mieszkańców. Od 1919 roku w granicach Białoruskiej SRR. W latach 1919–1920, po zajęciu przez Wojsko Polskie, miejscowość znalazła się w okręg wileński pod Zarządem Cywilnym Ziem Wschodnich. Od 1921 roku formalnie w granicach Polski. W II Rzeczypospolitej majątek należał do gminy wiejskiej Radoszkowice, początkowo w powiecie wilejskim, od 1927 roku w powiecie mołodeckim, w województwie wileńskim. W 1921 roku obejmował 5 budynków mieszkalnych i zamieszkany był przez 63 osoby, w tym 46 wyznania rzymskokatolickiego, 16 prawosławnego i 1 mahometańskiego, wszystkie deklarujące polską przynależność narodową. Było tu 5 budynków mieszkalnych. W 1931 roku liczył 85 mieszkańców i znajdowało się w nim 5 budynków mieszkalnych. Mieściła się tu strażnica KOP „Bakszty Wielkie”. Po wkroczeniu wojsk radzieckich w 1939 roku miejscowość została włączona do Białoruskiej SRR. Od 12 października 1940 należała do sielsowietu Syczewice w rejonie radoszkowickim obwodu wilejskiego. Od końca czerwca 1941 roku do początku lipca 1944 roku była okupowana przez wojska niemieckie. 20 września 1944 roku została włączona do obwodu mołodeckiego. Po zakończeniu II wojny światowej pozostała w granicach Związku Radzieckiego. 20 stycznia 1960 roku wieś weszła w skład rejonu mołodeckiego w obwodzie mińskim. W 1973 roku znalazła się sielsowiecie Hranicze. W 2013 roku wieś włączono do sielsowietu Radoszkowice.